# Пежма (приток Ваги)
Пе́жма — река в Вожегодском и Верховажском районах Вологодской области, а также в Коношском и Вельском районах Архангельской области. Левый приток реки Вага. Длина реки 137 км, площадь водосборного бассейна — 1450 км². Основным притоком является река Семженьга (слева).

## Физико-географическая характеристика
Исток Пежмы находится в северной части Вожегодского района. В верховьях Пежма течёт на восток, участок её русла образует границу между Вожегодским и Коношским районами. Далее она поворачивает на юго-восток и входит в Верховажский район. Вниз по течению от деревни Никольская долина Пежмы населена. В Никольской, Пежма поворачивает на север-восток. На границе между Вологодской и Архангельской областями Пежма принимает слева свой основной приток, реку Семженьгу. В селе Никифорово река поворачивает на восток и далее на юго-восток. Устье Пежмы находится выше по течению от города Вельска и устья реки Кулой.
Пежма, типичная река на севере России, течёт среди хвойных лесов (тайга). Деревни и сёла в долине сгруппированы близко друг к другу там, где лес отступает от реки. Вниз по течению от деревни Еланская в Коношском районе долина открыта, и река отделена от тайги лугами и сельскохозяйственными угодьями.

### Притоки
(указано расстояние от устья)
- 8 км: Шавшуга (Шенчуга)
- 28 км: руч. Пуйда
- 34 км: Луденьга
- 43 км: Мурденьга
- 45 км: Палова
- 48 км: Панега (Панюга)
- 52 км: Семженьга
- 61 км: Пеженьга
- 78 км: Навороша
- 93 км: Полица
- 96 км: Азенга

## Гидрология
Средний расход воды в год — 10,74 м³/с.
| Средний расход воды (м³/с) реки Пежма по месяцам с 1949 по 1980 гг. (замеры производились на гидрологическом посту в районе д. Шелюбинская, в 20 км от устья) |

## Данные водного реестра
По данным государственного водного реестра России и геоинформационной системы водохозяйственного районирования территории РФ, подготовленной Федеральным агентством водных ресурсов
- Бассейновый округ — Двинско-Печорский
- Речной бассейн — Северная Двина
- Речной подбассейн — Северная Двина ниже места слияния Вычегды и Малой Северной Двины
- Водохозяйственный участок — Вага